# Dorothy Sue Dunn de Araujo
Dra. Dorothy Sue Dunn de Araújo (1947) es una botánica, ecóloga brasileña, que desarrolla actividades como investigadora desarrollando trabajos en las líneas de : biodiversidad, conservación y uso sustentable de los recursos vegetales de restinga, IP/JBRJ , líder del Laboratorio de Palinología, de la Universidad Federal de Río de Janeiro, Río de Janeiro, y es profesora adjunta del Departamento de Ecología.

## Algunas publicaciones
- caio Amitrano de Alencar Imbassahy, denise Pinheiro da Costa, dorothy sue Dunn de Araújo. 2009. Briófitas do Parque Nacional da Restinga de Jurubatiba, RJ, Brasil. Acta bot. bras. 23 (2): 558-570 artículo en línea (enlace roto disponible en Internet Archive; véase el historial, la primera versión y la última).

- luis f.t. Menezes, dorothy s. Dunn de Araújo. 2005. Formações vegetais da restinga de Marambaia - RJ. En: MENEZES, L. F. T., PEIXOTO, A.L. & ARAUJO, D.S.D. (Eds). História Natural da Marambaia. Edur. UFRRJ

- --------------------------, -----------------------------------------. 2004. Regeneração e riqueza da formação arbustiva de Palmae em uma cronoseqüência pós-fogo na Restinga da Marambaia, Rio de Janeiro, RJ, Brasil. Acta bot. bras. 18 (4): 771-780. 2004 artículo en línea

- dorothy s. Dunn de Araújo, m.c.a. Pereira, m.c.p. Pimentel. 2004. Flora e estrutura de comunidades no Parque Nacional da Restinga de Jurubatiba – Síntese dos conhecimentos com enfoque especial para formação aberta de Clusia. pp. 59-76. En: C.F.D. ROCHA, F.A. ESTEVES & F.R. SCARANO (eds.) Ecologia, História Natural e Conservação do Parque Nacional da Restinga de Jurubatiba. RIMA: São Carlos

- m.c.a. Pereira, s.z. Cordeiro, dorothy s. Dunn de Araújo. 2004. Estrutura do estrato herbáceo na formação aberta de Clusia do Parque Nacional da Restinga de Jurubatiba, RJ, Brasil. Acta Botânica Brasílica 18 (3): 677-687

- ---------------------, dorothy s. Dunn de Araújo, o.j. Pereira. 2001. Estrutura de uma comunidade arbustiva da restinga de Barra de Maricá – RJ. Revista Brasileira de Botânica, 24 (3): 273-281

- b.c. Kurtz, dorothy s. Dunn de Araújo. 2000. Composição florística e estrutura do componente arbóreo de um trecho de Mata Atlântica na Estação Ecológica Estadual do Paraíso, Cachoeira de Macacu, Rio de Janeiro, Brasil. Rodriguesia 51 (78/115): 69-112

- luis fernando Tavares Menezes, dorothy s. Dunn de Araújo. 2000. Variação da biomassa aérea de Allagoptera arenaria (Gomes) O.Kuntze numa comunidade arbustiva de Palmae na Restinga da

Marambaia, RJ. Revista Brasileira de Biologia 60 (1): 47-157
- -----------------------------------------------, --------------------------------------. 1999. Estrutura de duas formações vegetais do cordão externo da Restinga de Marambaia, RJ. Acta Botânica Brasilica 13 (2): 223-235 artículo en línea

- dorothy s. Dunn de Araújo, luis fernando Tavares Menezes, m.h.b. Goes. 1998. Marambaia: a última restinga carioca preservada. Ciência Hoje 136 (23): 28-37

- dorothy s. Dunn de Araújo, f.r. Scarano, c.f.c. Sa, b.c. Kurtz, h.l.t. Zaluar, r.c.m. Montezuma, r.c. Oliveira. 1998. Comunidades Vegetais do Parque Nacional da Restinga de Jurubatiba. pp. 39-62. En: ESTEVES, F.A. (Eds.) Ecologia das Lagoas Costeiras do Parque Nacional da Restinga de Jurubatiba e do Município de Macaé, RJ. UFRJ, Río de Janeiro

- -----------------------------------------, n.c. Maciel. 1998. Restingas fluminenses: biodiversidade e preservação. Boletim FBCN 25: 27-51

- -----------------------------------------, f.r. Scarano, c.f.c. Sá, b.c. Kurtz, h.l.t. Zaluar, r.c.m. Montezuma, r.c. Oliveira. 1998. Comunidades vegetais do Parque Nacional da Restinga de Jurubatiba, pp. 39-62. En: F.A. Esteves (ed.). Ecologia das lagoas costeiras do Parque Nacional da Restinga de Jurubatiba e do município de Macaé. Río de Janeiro, Universidade Federal do Rio de Janeiro

- a.l. Almeida, dorothy s. Dunn de Araujo. 1997. Comunidades vegetais do cordão arenoso externo da Reserva Ecológica Estadual de Jacarepiá, Saquarema, RJ. pp. 47-63. In: Absalão. R.S. & A.M. Esteves (eds.). Ecologia de praias arenosas do litoral brasileiro. Oecologia Brasiliensis Séries. Volumen 3 PPGE-UFRJ. Río de Janeiro

- dorothy s. Dunn de Araújo, r.r. Oliveira, e. Lima, a. Ravelli-Neto. 1997. Estrutura da vegetação e condições edáficas numa clareira de mata de restinga na Reserva Biológica Estadual da Praia do Sul (RJ). Revista Brasileira de Ecologia 1 (2): 36-43

- l.d. Lacerda, dorothy s. Dunn de Araújo, n.c. Maciel. 1993. Dry coastal ecosystems of the tropical Brazilian coast, pp. 477-493. En: Dry coastal ecosystems. volumen 2. Elsevier, Ámsterdam

- dorothy s. Dunn de Araújo. 1992. Vegetation types of sandy coastal plains of tropical Brazil:A first approximation. pp. 337 – 347. En: Seeliger. U. (editor). Coastal plant communities of Latin America. Academic Press. San Diego

- o.j. Pereira, l.d. Thomaz, dorothy s. Dunn de Araújo. 1992. Fitossociologia da vegetação de antedunas da restinga de Setiba/Guarapari e em Interlagos/Vila Velha, ES. Boletim do Museu de Biologia Mello Leitão (N. Ser.) 1 :65-75

- l.c. Fabris, o.j. Pereira, dorothy s. Dunn de Araujo. 1990. Análise fitossociológica na formação pós-praia da restinga de Setiba, Guarapari, ES. En: Watamabe (Org.) Anais do II Simpósio de Ecossistemas da Costa Sul-Sudeste Brasileira.. ACIESP. p. 455-466

- r.p.b. Henriques, dorothy s. Dunn de Araújo, j.d. Hay. 1986. Descrição e classificação dos tipos de vegetação da restinga de Carapebus, Rio de Janeiro. Revista Brasileira de Botânica 9: 173-189

- l.d. Lacerda, dorothy s. Dunn de Araújo, r. Cerqueira, b. Turq (orgs.) 1984. Restingas: origem, estrutura e processos. Niterói, CEUFF

- dorothy s. Dunn de Araújo, r.p.b. Henriques. 1984. Análise florística das restingas do Estado do Rio de Janeiro. pp. 159-194. En: L. D. LACERDA; D. S. D. ARAUJO; R. CERQUEIRA; B. TURCQ (org.). Restingas: Origem, Estrutura e Processos. Niterói, CEUFF

- ----------------------------------------, ariane luna Peixoto. 1977. Renovação da comunidade vegetal de restinga após uma queimada. Anais do Congresso Nacional de Botânica 26º, Academia Brasileira de Ciências, Río de Janeiro: 1-17

### Libros
- luis f.t. Menezes, a.l. Peixoto, dorothy s. Dunn de Araújo (eds.) 2005. História Natural da Marambaia. Editora: Edur. Universidade Federal Rural do Rio de Janeiro. 288 pp. ISBN 85-85720-49-2

- dorothy s. Dunn de Araújo. 2000. Análise florística e fitogeográfica das restingas do Estado do Rio de Janeiro. Tesis de Doctorado. Universidade Federal do Rio de Janeiro, PPG-Ecologia, Río de Janeiro. 176 pp.

- luiz Drude de Lacerda, dorothy s. Dunn de Araújo, norma Crud Maciel. 1993. Dry coastal ecosystems of the tropical Brazilian coast. En: E. van der Maarel (ed.) Dry coastal ecosystems: África, América, Asia, Oceanía. Ámsterdam, Elsevier

- ----------------------------------, -----------------------------------------, ----------------------------. 1982. Restingas brasileiras: uma bibliografia. Editor Fund. Est. Engenharia do Meio Ambiente, 48 pp.

- dorothy sue Dunn de Araújo, norma Crud Maciel. 1979. Os manguezais do recôncavo da Baía de Guanabara. Volúmenes 10-79 de Cadernos FEEMA: Série técnica. Editor Governo do Estado do Rio de Janeiro, Secretaria de Estado de Obras e Serviços Públicos, Fundação Estadual de Engenharia do Meio Ambiente, 113 pp.

- ------------------------------------------. 1978. As comunidades vegetais das margens das lagoas da Baixada de Jacarepaguá. Volúmenes 3-78 de Cadernos - Fundação Estadual de Engenharia do Meio Ambiente : Série técnica. Editor Governo do Estado do Rio de Janeiro, Secretaria de Estado de Obras e Serviços Públicos, Fundação Estadual de Engenharia do Meio Ambiente, 30 pp.

- m.e. Mathias, lincoln Constance, dorothy sue Dunn de Araújo, roberto miguel Klein, raulino Reitz. 1972. Umbelíferas. Volumen 71 de As plantas. Parte 1 de Flora ilustrada catarinense / planeada y editada por Raulino Reitz. Editor Herbário "João Barbosa Rodrigues". 205 pp.

- La abreviatura «D.S.D.Araujo» se emplea para indicar a Dorothy Sue Dunn de Araujo como autoridad en la descripción y clasificación científica de los vegetales.[3]